# Place Versailles
Place Versailles est un centre commercial situé à Montréal (Québec, Canada) à l'angle de la Rue Sherbrooke et de l'Autoroute 25. Il fut ouvert en 1963. Il est une propriété de la société immobilière Place Versailles Inc.,
Le centre commercial fut le premier centre commercial couvert de la ville de Montréal,. Il dessert essentiellement l'est de Montréal et l'est de la Rive-Sud.
Il abrite 225 magasins, dont plusieurs grandes surfaces : Winners/HomeSense, Maxi, Fabricville et Bureau en gros,. Le métro Radisson s'arrête à la porte du centre commercial. La Place Versailles est située à moins de 2 km des Galeries d'Anjou, un autre centre commercial de grande envergure, et ils possèdent de nombreux magasins en commun. Il y a aussi une école de musique et de conduite automobile au deuxième étage.

## Réaménagement prévu
(juin 2024).
En juin 2024, un projet de démolition est annoncé pour construire 5 000 logements. Le 3 juin 2024, la direction du centre commercial publie une déclaration sur ses comptes de médias sociaux indiquant que ces travaux « ne débuteront pas avant deux ou trois ans » et des espaces commerciaux seront intégrés au projet. Le lendemain, la mairesse Valerie Plante exprime son enthousiasme pour le projet, à la suite de la publication d'un rendu d'architecte par le cabinet Provencher Roy (en).

## Historique des magasins

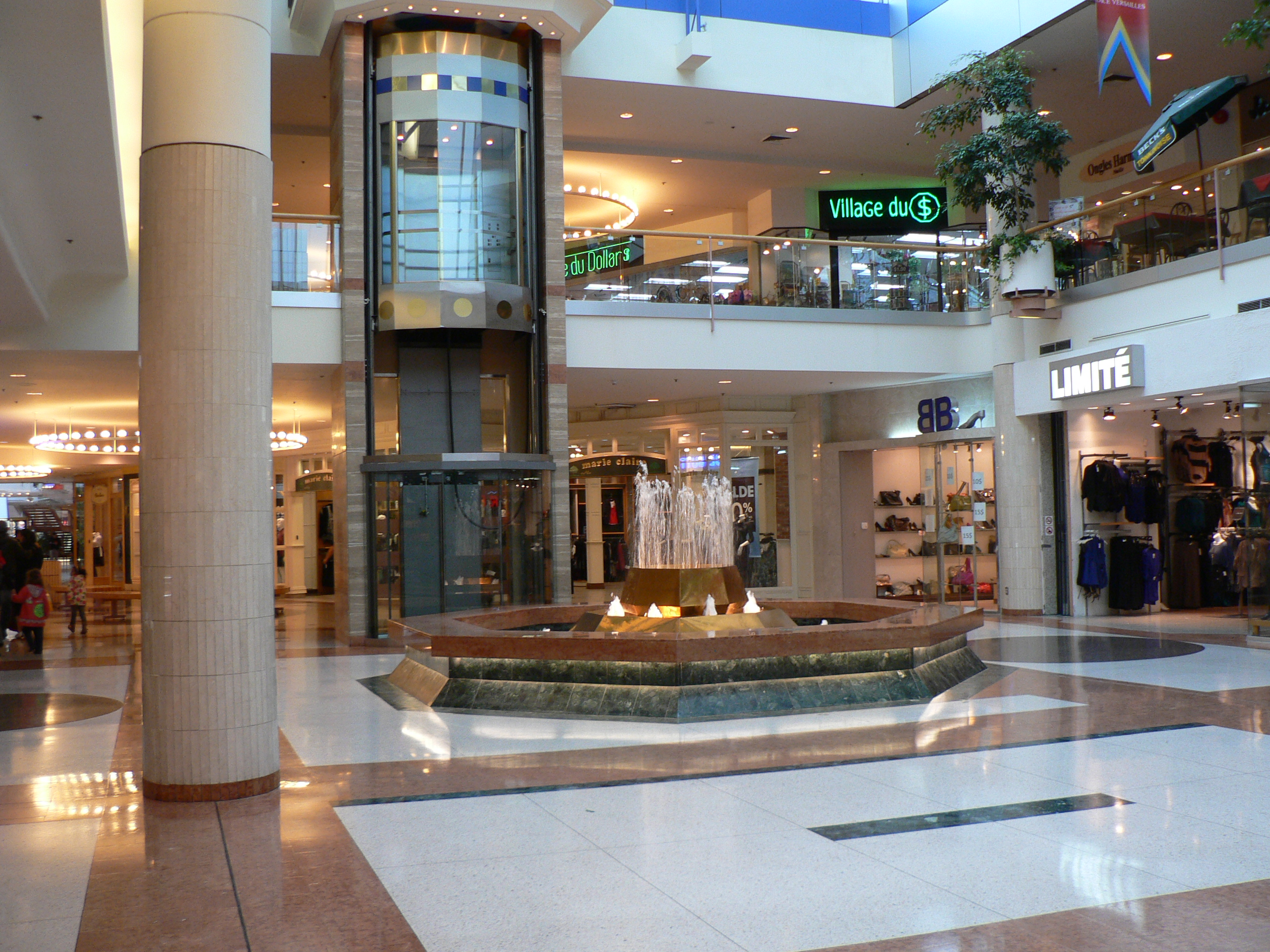
Intérieur de la Place Versailles

En mars 1963, on annonce la construction d'un centre commercial qui portera le nom de Place Métropolitaine. La Place Métropolitaine ouvre le 27 août 1963 avec seulement  un Miracle Mart et un supermarché Steinberg, sans aucune boutique. Le 7 novembre 1963, le centre est renommé Place Versailles et inaugure avec 30 magasins.
Le centre correspondait donc au couloir actuel du Canadian Tire et du Maxi. À la suite de changements, il y eut la construction de nouveaux couloirs, ce qui explique pourquoi la décoration varie d'un endroit à l'autre du centre commercial, certaines sections sont plus vieilles et défraichies.
À partir du 21 août 1969, il y avait une quincaillerie Pascal. Jusqu'en 1991, Pascal occupait l'espace de l'ancienne quincaillerie RONA ainsi que le local de Fabricville. RONA (qui était en opération depuis au moins juin 1992) ferma ses portes en 2005 et fut remplacé par Bureau en Gros en 2006. Ce magasin a une entrée extérieure. Le magasin Fabricville est situé à l'étage, un escalier roulant y donnant accès. Il a ouvert ses portes le 13 mai 1992.
Le 15 septembre 1971, en ouvrant ses premiers magasins au Québec, la chaîne Consumers Distributing ouvrit dans le centre commercial un magasin Distribution aux consommateurs. La chaîne déclara faillite en octobre 1996, et le local fut remplacé par Le Monde des Athlètes, aujourd'hui occupé par Ardène qui a pris aussi le local du restaurant Rivoli à la droite.
Le 15 mars 1973, La Baie ouvrit une succursale de 134 500 pi2 (12 495 m2) au centre commercial. Jusqu'en début 2004, ce magasin occupait l'espace nord du centre commercial,. La succursale ferma, car elle était devenue moins rentable et une autre succursale était déjà implantée aux Galeries d'Anjou à moins de 2 kilomètres de là. Winners annonça qu'elle ouvrira au deuxième étage un magasin double Winners / HomeSense. Le premier étage fut remplacé par de nombreux détaillants comme Dollarama, Sport Experts, Globo, StyleXChange, McDonald's, Safari et Renaud Bray.
En 1975, le premier magasin Garage est ouvert.
Jusqu'à la fin des années 1980, le centre commercial s'arrêtait à l'actuelle pharmacie et on retrouvait un cinéma et une SAQ Sélection dans le stationnement. Le centre décida d'agrandir vers le sud et déménagea le cinéma au deuxième étage de la nouvelle partie et déplaça la SAQ Sélection dans le stationnement du Loblaws de l'autre côté de la rue Sherbrooke. La SAQ ouvrit aussi une succursale plus petite dans le centre. La nouvelle partie possède un stationnement souterrain. Lors de cet agrandissement, le centre a profité pour mettre des étages à bureaux supplémentaires. Le cinéma Famous Players ferma ses portes en 2006 et c'est maintenant la cour municipale qui en occupe l'espace.

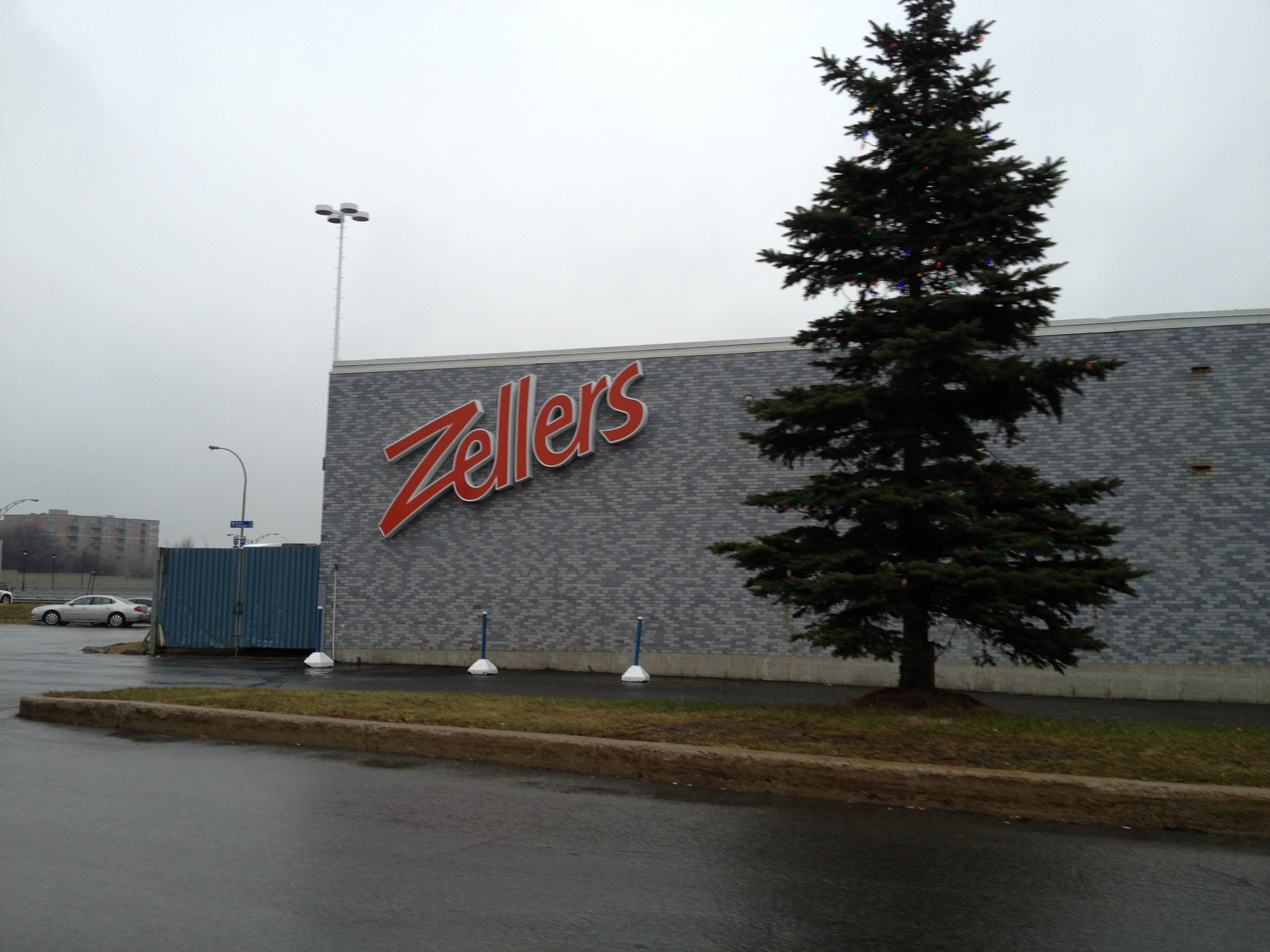
Façade nord de l'ancien Zellers

Magasin M remplaça le Miracle Mart le 19 août 1987. Elle était l'une des dernières succursales Miracle Mart à être converties en Magasin M. Magasin M ferma en 1992 et fut remplacé par Zellers,.
À la suite de sa vente, Zellers ferma ses portes en 2012 et a été remplacé par un magasin de la chaîne américaine Target qui ouvrit le 18 octobre 2013. Le magasin ferma officiellement ses portes le 1er avril 2015. Canadian Tire a repris le bail de Target. Depuis octobre 2015, on peut y voir le logo "Canadian Tire".
Le Steinberg fut converti en supermarché Maxi en 1992.
La populaire chaîne québécoise de restaurants sportifs La Cage aux Sports (renommée plus tard à La Cage – Brasserie sportive) a ouvert son 50e restaurant en histoire au centre commercial en 2010, sur le deuxième étage. Le restaurant peut aussi être accédé par l’extérieur du centre commercial via un ascenseur liant le stationnement au restaurant. Les tout premiers événements sportifs diffusés par le restaurant étaient le match de hockey de la LNH entre le Canadien de Montréal et les Sénateurs d’Ottawa, suivi du gala d’arts martiaux UFC 121, où la carte principale mettait en vedette un combat entre Brock Lesnar et Cain Velasquez. Durant la Coupe du Monde Féminine de Football de la FIFA de 2015 où le Canada était le pays domicile, La Cage de la Place Versailles a apparu sur l’émission télévisée Garbage Time with Katie Nolan à Fox Sports en tant que bar sportif populaire pour les amateurs de foot américains.
D'autres magasins tel que Body Shop, Levi's, Renaud-Bray, Centre Hi-Fi, Hallmark, 1850, Arsenic, La Senza Girl, Panda, Bata, Gaudi, Pegabo, Bonbonnière - Sweet Factory occupaient le centre. Certains, tels Hallmark ou bien Panda ont fermé, car ils possédaient une succursale aux Galeries d'Anjou située à quelques pas du centre ou ont tout simplement déménagé. D'autres tel Levis ou Body Shop ont fermé leur seule succursale de la région de l'est de Montréal. Renaud-Bray et Arsenic, par exemple, ont changé de franchise en Librairie Raffin et Amnésia respectivement.

## Quelques chaines de magasins

### Grandes et moyennes surfaces

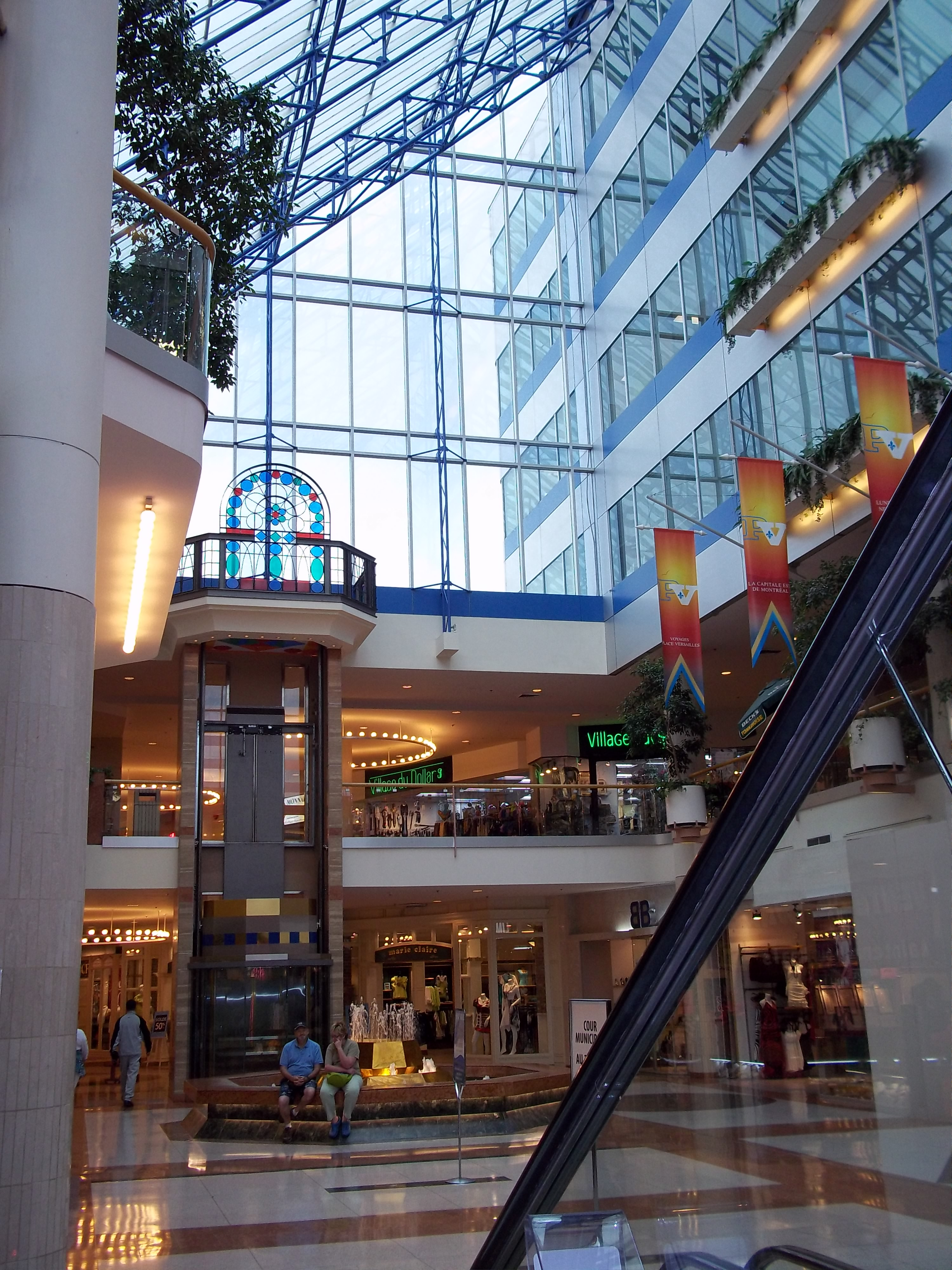
Verrière

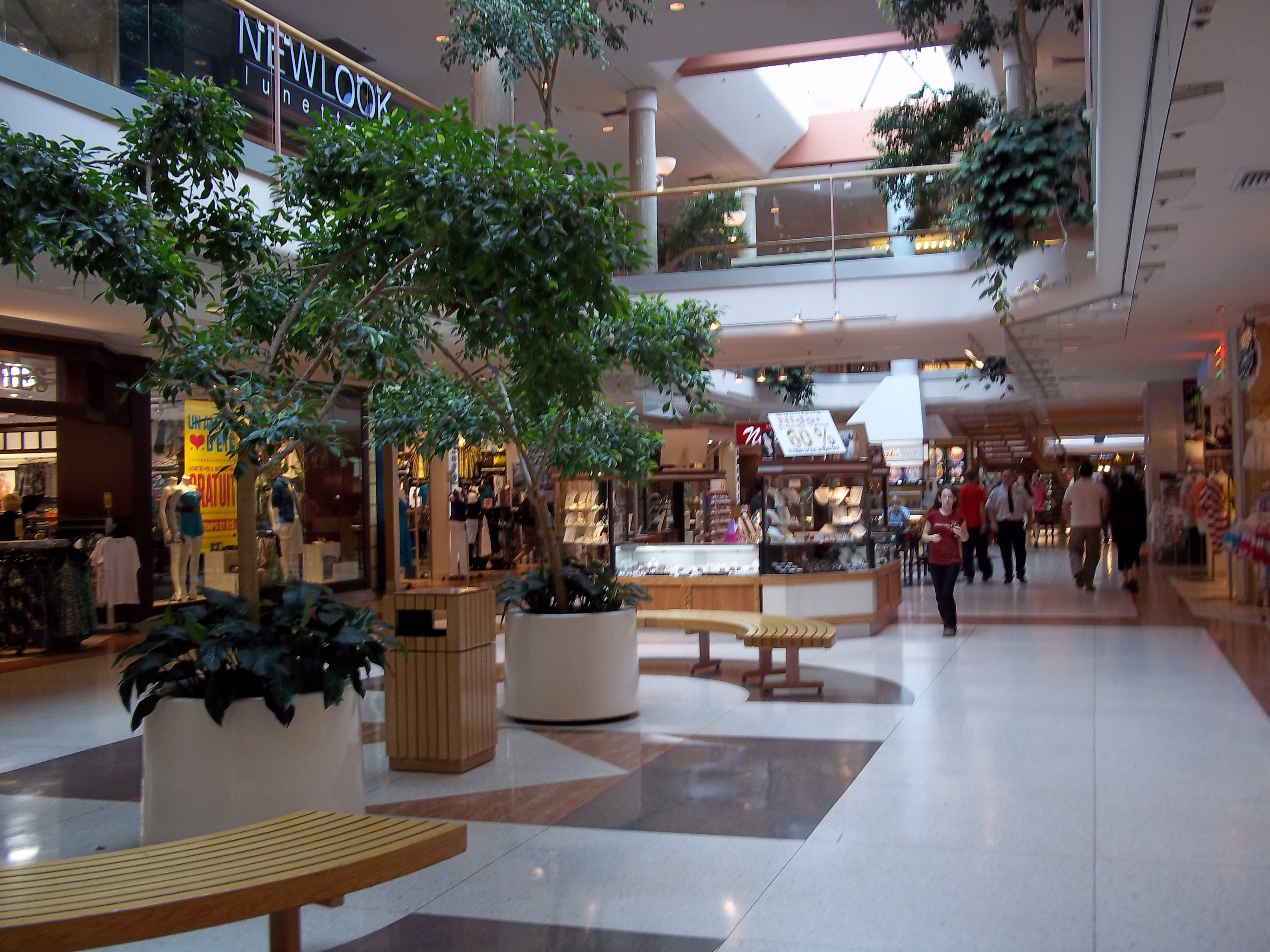
Bancs

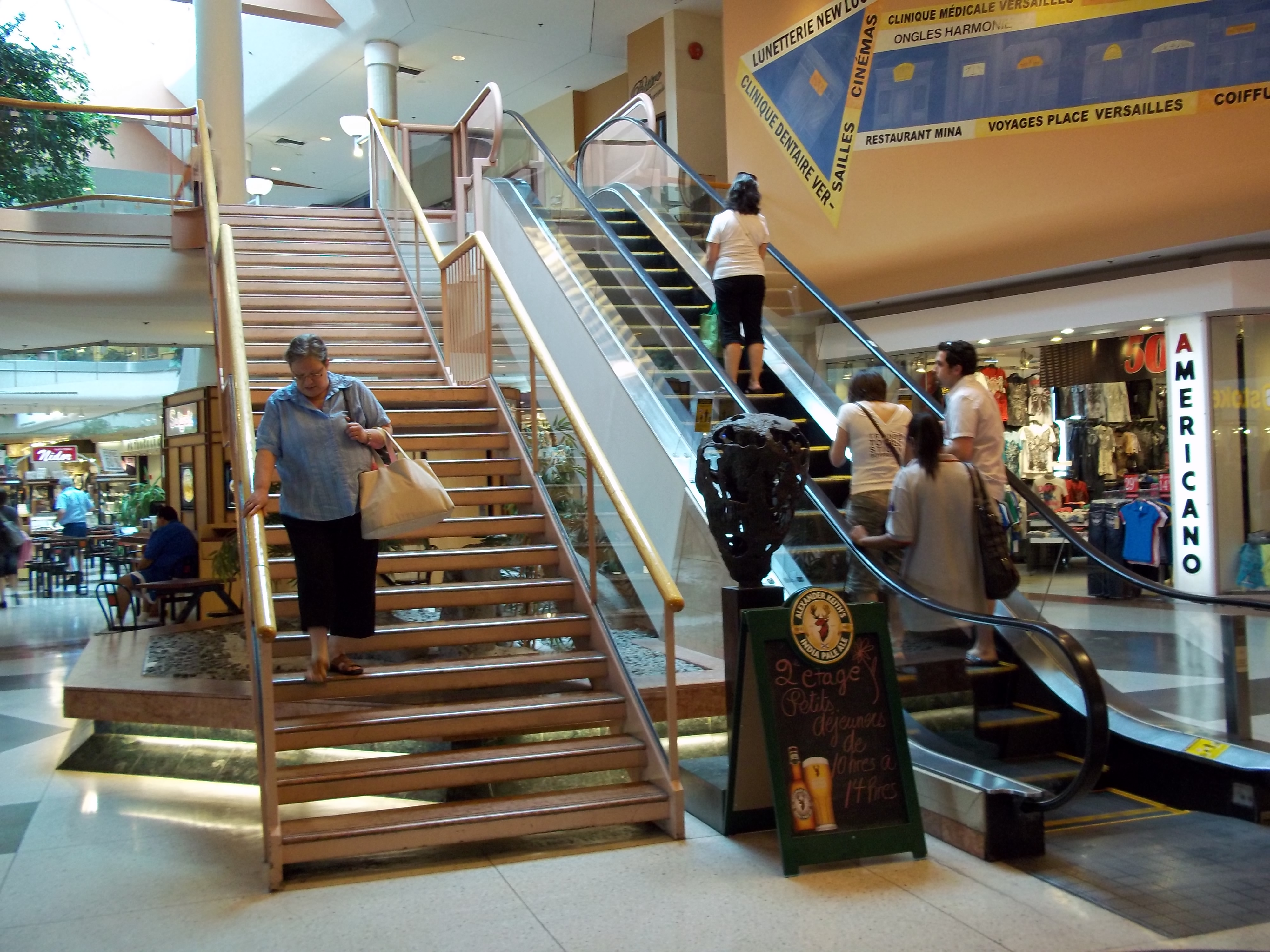
Escaliers

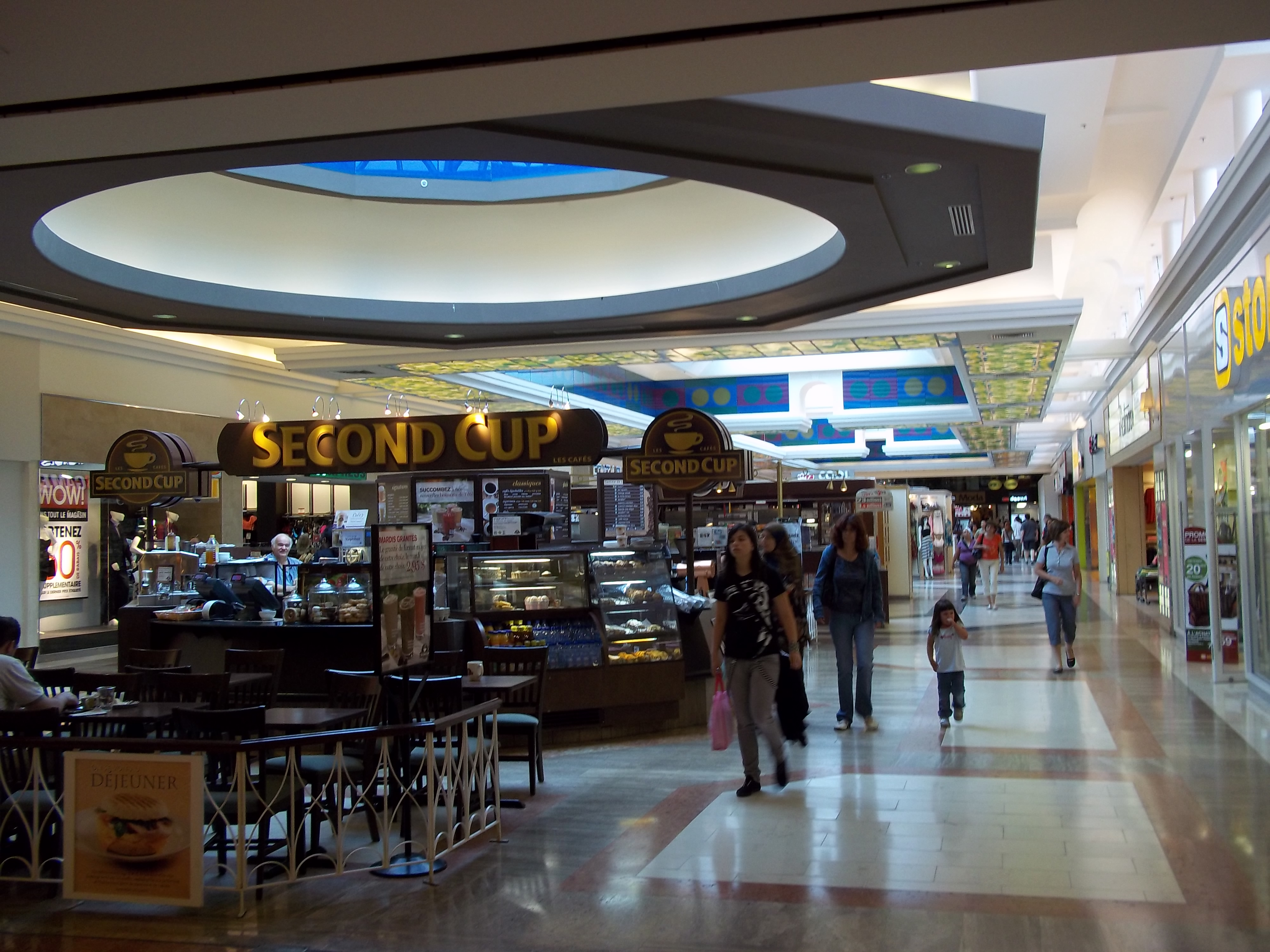
Café

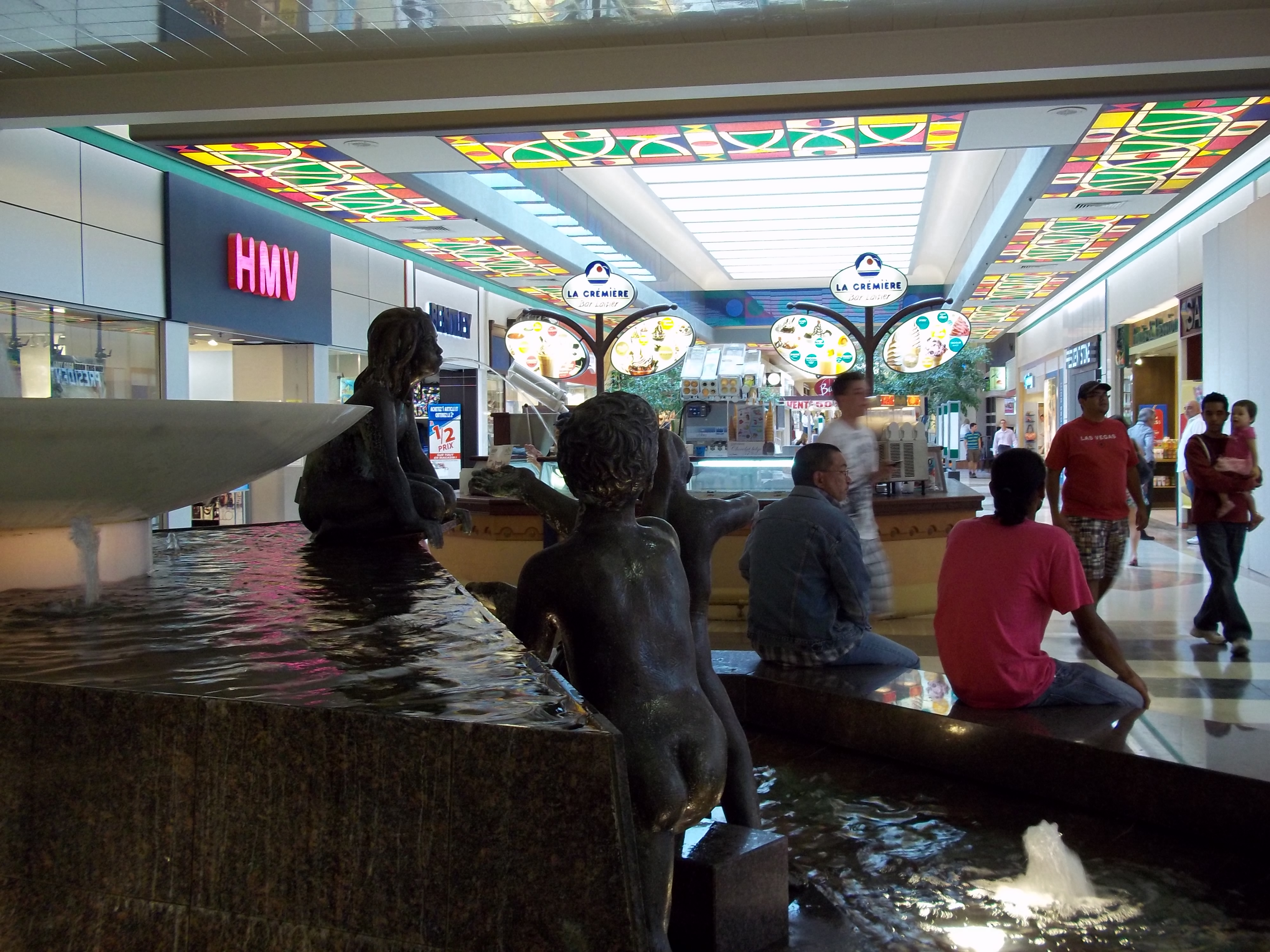
Fontaine

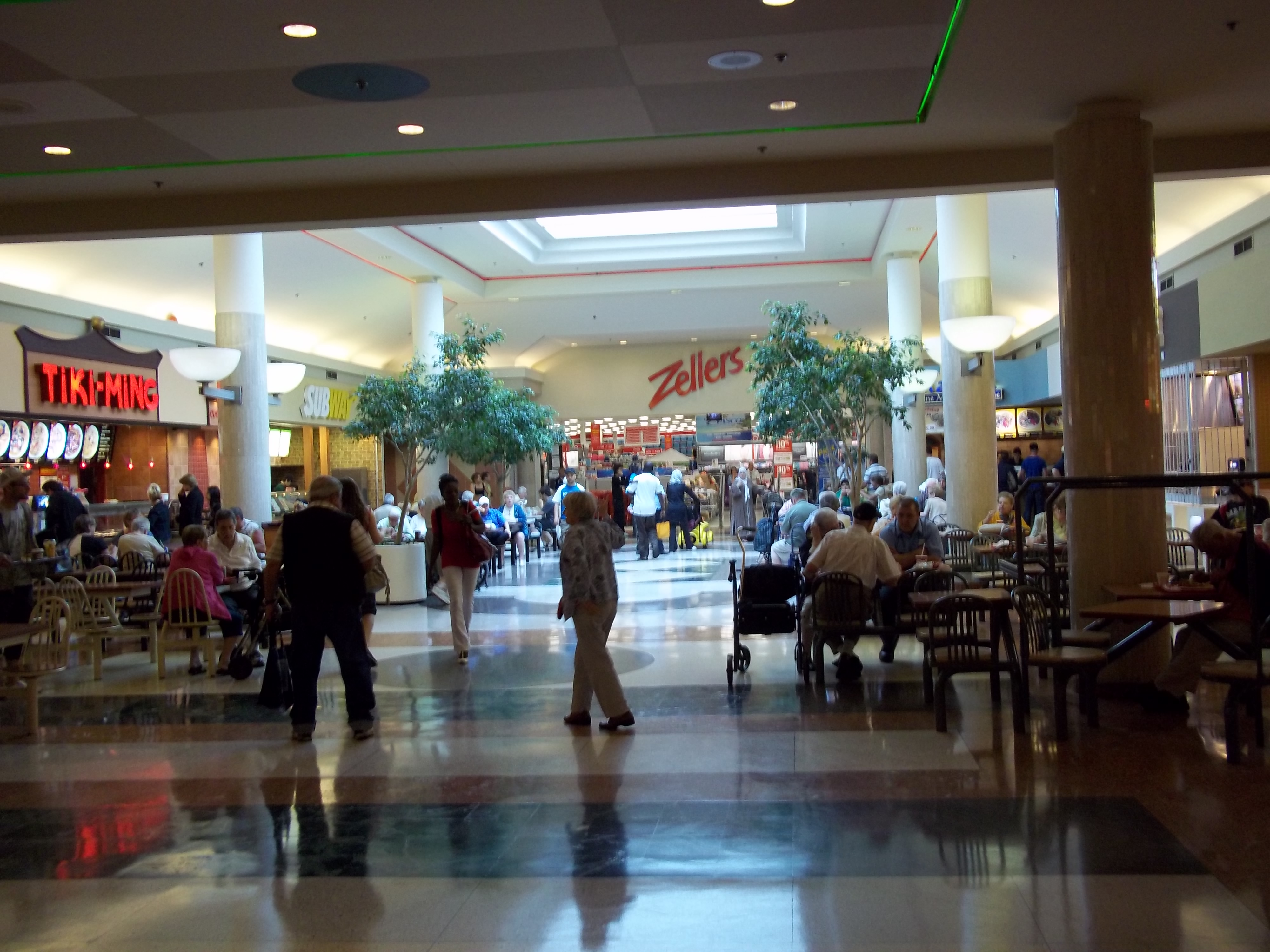
Restaurants

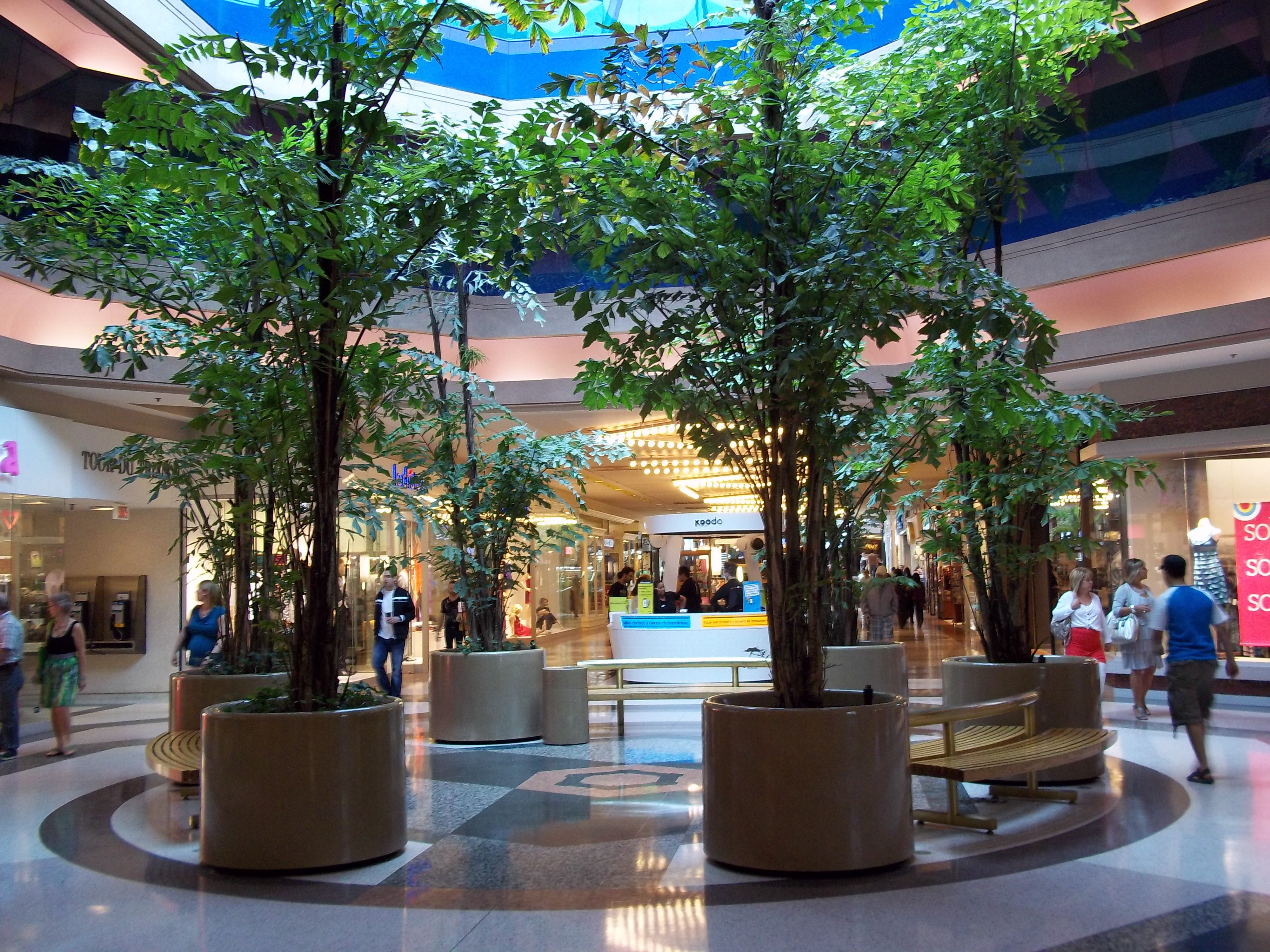
Verdure

- Winners/Home Sense
- Bureau en gros
- Maxi
- Fabricville
- Dollarama
- Pharmaprix
- Sports Experts
- (Target fermé))
- Canadian Tire

### Mode et accessoire
- Rainbow
- Jack & Jones
- Stitches
- Garage
- Lids
- StyleXChange
- G.L.A.M.
- D-tox
- Le Château
- Marie-Claire
- San Francisco
- Urban Planet
- Tristan and america
- Sirens
- Lime
- Manteaux Manteaux
- Aldo
- West Coast connection
- Ernesto
- Reitmans
- Addition-Elle (taille forte)
- Limité
- Suzy Shier
- La Senza
- Moments Intimes
- La Vie en Rose
- Aqua
- Bikini Village
- Foot Locker
- Costa Blanca
- Village du $
- Ardène
- Dynamite
- The Children's Place
- Globo
- Spring
- Rainbow
- Coton Blanc

### Jeux, cadeaux et produits de beauté
- Les thés DAVID
- Yves Rocher
- Fruits et Passion
- Dans un Jardin
- Stokes
- Fenton
- Clair de Lune
- Québec Loisirs
- Librairie Raffin
- Franc Jeu
- Centre du Rasoir
- Laura Secord

### Électronique et musique
- Gamestop
- Best Buy Express

## Incident du Père Noël de 2017
En 2017, le centre commercial a été critiqué pour avoir promu l'arrivée de leur Père Noël le 11 novembre, date où le Jour du Souvenir est observé au Canada, et encore plus, que le Père Noël devait arriver à 10h, une heure avant les cérémonies du Jour du Souvenir qui allaient débuter à 11h à Ottawa,. Les véterans locaux ont prestement dénoncé le centre commercial pour cette décision, disant qu'il avait démontré un "manque de respect" envers les vétérans canadiens, étant donné particulièrement que 2017 commémorait le centième anniversaire de la bataille de Passchendaele, bataille clé de la Première Guerre mondiale. Des demandes ont été faites pour que le centre commercial puisse reporter l'arrivée du Père Noël, certaines exigeant qu'il arrive après la conclusion des cérémonies. Mais le centre d'achats n'a pas déplacé la date ni l'heure de son arrivée, car leur Père Noël était prévu faire son entrée en hélicoptère. En raison d'enjeux logistiques hors du contrôle du centre, son arrivée ne pouvait pas être reportée à une date ultérieure. Le centre a pourtant tenté de faire amende honorable aux vétérans à ce propos dans une publication sur Facebook (supprimée ensuite), s'excusant de cette décision.

## À propos
- Le stationnement de la Place Versailles compte 4 000 places.
- Il devait y avoir à l'origine un tunnel qui devait relier directement le centre commercial à la station de métro Radisson, sans que les gens n'aient à sortir du métro pour se rendre à la Place Versailles, mais pour une raison inconnue le projet n'a jamais été complété. L'endroit où devait débuter le tunnel est visible dans la station Radisson; la STM y a installé un poste de musicien.